# Rolf Edberg

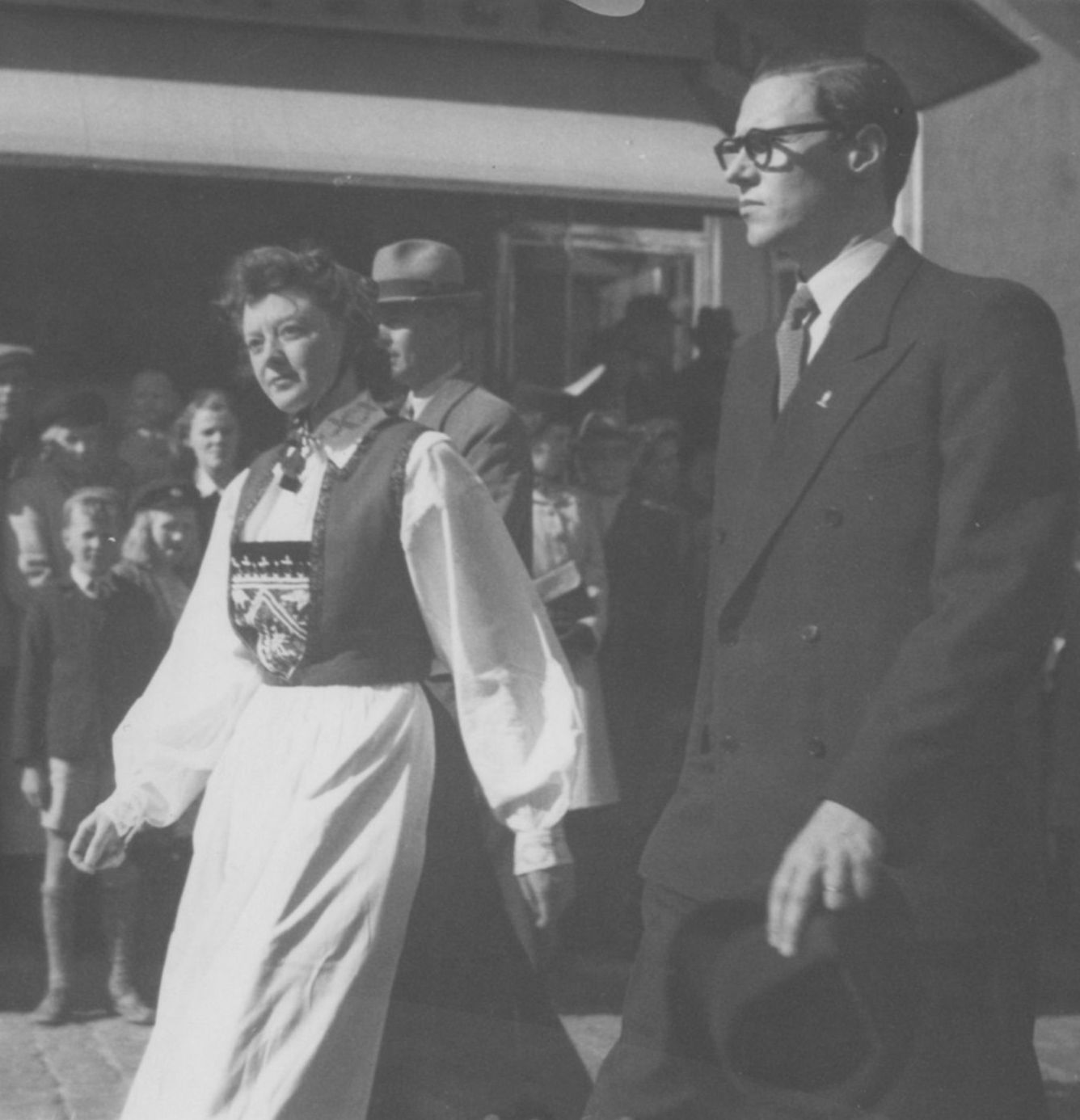
Firandet av ”Norge dag” i Linköping den 17 maj 1943. Karen Rasmussen och Rolf Edberg i medborgartåget.

Rolf Filip Edberg född 14 mars 1912 i Lysvik, Värmlands län, död 27 februari 1997 i Karlstad, var en svensk författare, politiker och diplomat.

## Biografi
Edberg var ledamot av Sveriges riksdags andra kammare 1941–1944 och 1949–1956, invald för Socialdemokraterna  i Göteborgs stads valkrets. Han var under perioden 1933–1940 verksam som journalist vid Länstidningen Östersund, Oskarshamns Nyheter och tidningen Östgöten där han var chefredaktör 1941–1945. 
Edberg var även chefredaktör för Ny Tid i Göteborg 1945–1956, ambassadör i Oslo 1956–1967 och landshövding i Värmlands län 1967–1977. Han blev 1976 ledamot av Kungliga Vetenskapsakademien. 
Rolf Edbergs författardebut skedde 1939 med boken Ge dem en chans. Han var även känd som miljökämpe och utsågs till filosofie hedersdoktor vid Göteborgs universitet 1974. Han blev internationellt uppmärksammad med essäböckerna Spillran av ett moln (1966), Vid trädets fot (1971), Brev till Columbus (1973) och Dalens ande (1976), som belyser vår tids hot mot människans livsmiljö och manar till besinning med ett humanistiskt synsätt och ett ekologiskt perspektiv. 
Hans insatser bidrog till att FN anordnade sin första globala miljökonferens i Stockholm 1972. Bland de senare verken märks Skuggor över savannen (1977) om utrotningshotade djur och De glittrande vattnens land (1980) om Värmland samt Årsbarn med plejaderna (1987). Minnesteckningar och reflektioner av Bo Landin finns i Edbergs postumt utgivna bok Så länge skogen växer; en berättelse om trädens betydelse (1998).

## Bibliografi

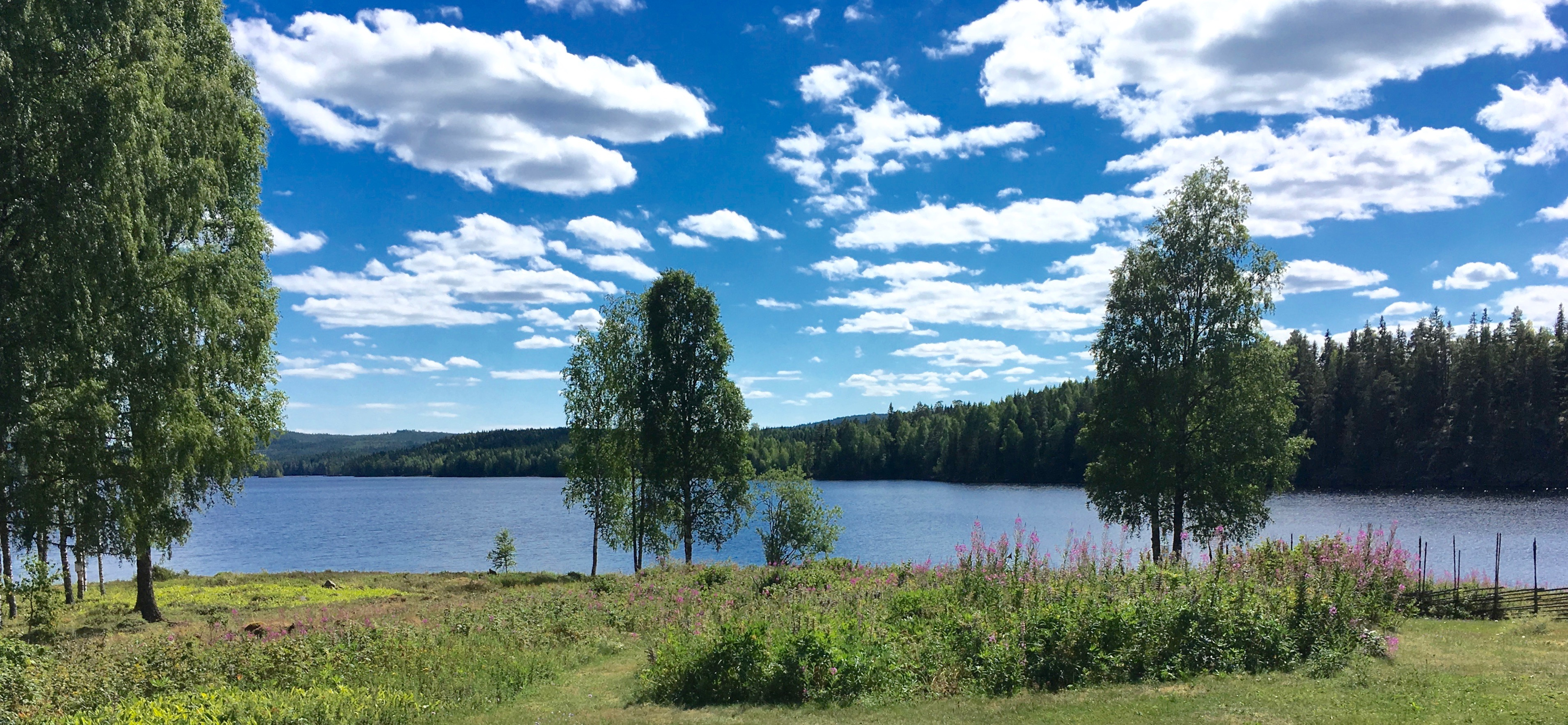
Utsikt mot Vägsjön i Värmland där Edberg hade familjens sommarhus och skrev flera av sina böcker, exempelvis De glittrande vattnens land.

## Priser och utmärkelser
- 1944 – Haakon VII:s frihetskors
- 1962 – Sankt Olavs orden (storkorset)
- 1974 − Hedersdoktor vid Göteborgs universitet
- 1974 – Frödingmedaljen
- 1976 – Ledamot av Kungliga Vetenskapsakademien
- 1977 – Årets Värmlänning
- 1978 – Utmärkelsen Årets Pandabok för Skuggor över savannen
- 1981 – H.M. Konungens medalj, 12:e storleken (med högblått band)
- 1984 – Illis Quorum (tolfte storleken)
- 1985 – Arbetets Låt leva-pris
- 1985 – Tegnérpriset
- 1987 – Natur & Kulturs kulturpris
- 1994 – Mårbackapriset
- 1996 – Stiftelsen Selma Lagerlöfs litteraturpris

## Webbkällor
- Minnesord om Rolf Edberg av Kuno Beckholmen i DN 8 mars 1997. Läst 10 juli 2018.
- Rolf Edberg, Projekt Runeberg. Läst 10 juli 2018.